# Ibabe Beristain
Ibabe Beristain Martínez (Portugalete, Vizcaya, 16 de septiembre de 1996) es una bailarina, dantzari y música vasca.
Como dantzari, ha sido ganadora en varias ocasiones del campeonato de aurresku de Vizcaya (Bizkaiko Aurresku Txapelketa) y también otros campeonatos de danzas vascas.

## Biografía
Nació en Portugalete en 1996. Estudió en el colegio Asti Leku Ikastola de Portugalete, donde estudió la educación primaria, secundaria y el bachillerato. Acabó el bachillerato con matrícula de honor. Posteriormente, estudió el grado en medicina en la Universidad del País Vasco.
Desde pequeña se formó en danzas vascas y música vasca. Es miembro de la asociación cultural Elai-Alai Kultur Elkartea de Portugalete desde pequeña. Ha participado en varios espectáculos de danzas vascas. También ha estado integrando del grupo de danza Ezkaixe Dantzari Taldea.
En los años 2009, 2010, 2011 y 2012 fue la ganadora del campeonato de aurresku de Vizcaya, en la categoría de mujeres (categoría juveniles). En los años 2013, 2014, 2015 y 2018 fue la ganadora del campeonato de aurresku de Vizcaya, en la categoría de mujeres (categoría adultos). El año 2015 fue la ganadora del campeonato, junto a su hermana Iholdi Beristain. En los años 2011 y 2012 participó en el campeonato de danza del País Vasco (Euskal Herriko dantza suelto txapelketa) en Segura (Guipúzcoa) junto con Oihan Martínez y recibieron el premio a mejores dantzaris jóvenes del País Vasco.
Aparte de las danzas vascas, Bersintain toca el pandero, el txistu, la guitarra y la alboka. Como músico ha sido parte del grupo Zango Dantza. Desde el año 2022 participa en un acontecimiento musical junto con su hermana Iholdi Beristain, un monólogo musicalizado sobre la lengua vasca y las lenguas minorizadas. Además, en el proyecto Etzigarriak también cantan sobre los jóvenes y el futuro de la lengua vasca y de las lenguas minorizadas.

## Palmarés
- 2009, 2010, 2011 y 2012, ganadora del campeonato de aurresku de Vizcaya, en la categoría de mujeres (categoría juveniles).
- 2013, 2014, 2015 y 2018, ganadora del campeonato de aurresku de Vizcaya, en la categoría de mujeres (categoría adultos).
- 2013 y 2014, ganadora del campeonato de aurresku de Orduña.
- 2012, 2013 y 2016, ganadora del campeonato de aurresku de Yurre.
- 2011, premio a los mejores dantzaris jóvenes del País Vasco en el campeonato de danza del País Vasco.

## Vida personal
Es hermana de la cantante Iholdi Beristain.